# Laiparijärvi (Jukkasjärvi socken, Lappland, 751425-174400)
Laiparijärvi är en sjö i Kiruna kommun i Lappland och ingår i Torneälvens huvudavrinningsområde.